# Петренко, Георгий Иванович
Георгий Иванович Петренко (укр. Георгій Іванович Петренко; 1889, Кишинёв, Российская империя — 1943, Харьков, СССР) — советский украинский учёный, химик, профессор, Заслуженный деятель науки УССР (1935). Заведующий кафедрой неорганической химии Харьковского государственного университета и заведующий отделом в Научно-исследовательском институте химии при Харьковском государственном университете. Умер в Харькове во время немецкой оккупации.

## Биография
Георгий Петренко родился в 1889 году в Кишинёве, его отцом был зажиточный крестьянин. Высшее образование получил в Императорском Новороссийском университете, по окончании которого работал у русских и немецких учёных. В частности состоял в лаборатории химика Густава Таммана и, как отмечали исследователи Н. О. Мчедлов-Петросян и В. Н. Колесников, Петренко, «прошёл школу» Таммана. По возвращении в Российскую империю стал работать в Императорском Харьковском университете (с 1921 Харьковский институт народного образования, в 1930 Харьковский физико-химико-математический институт, с 1932 Харьковский государственный университет), где получил звание приват-доцента. Позже стал профессором, а в 1928 году возглавил кафедру неорганической химии. В 1935 году, в связи со 130-летием университета и ввиду его научных достижений, Георгий Петренко получил звание Заслуженного деятеля науки УССР. В том же году, или, по другим данным, в следующем, оставил должность заведующего и перевёлся в Научно-исследовательский институт химии при Харьковском государственном университете, где возглавил отдел. Занимался исследованием металлов в организованной им при институте лаборатории металловедения, которую возглавлял до октября 1941 года. В последние годы жизни заболел сахарным диабетом и редко бывал в институте, однако продолжал заниматься научной работой.
Во время Великой Отечественной войны остался в Харькове, потому что из-за диабета ему ампутировали ногу. Последние годы жизни тяжело болел, умер в оккупированном Харькове в 1943 году.

## Научная деятельность
Георгий Петренко занимался исследованием равновесий в металлических системах и свойств различных металлических цветных сплавов. Был одним из пионеров по применению методов физико-химического анализа к металлическим системам. По результатам своих исследований построил диаграммы «состав-свойство» ряда цветных сплавов, большей частью двойных. Считается одним из основателей электрической теории металлических сплавов.
Кроме того, Георгий Петренко занимался подготовкой научных кадров, вокруг него сформировалась отдельная научная школа. Вместе с учениками исследовал 12 бинарных систем серебра с другими металлами. Было опубликовано около пятидесяти научных работ, сведения об этих системах вошли как в отечественные, так и в иностранные справочники и монографии. Среди его учеников были Г. Р. Виногоров, Б. Г. Петренко, Ф. К. Тищенко и Е. Е. Черкашин. Также под его руководством в НИИ химии работал Н. Ф. Лашко.
Был активным членом Харьковского Физико-химического общества.

## Личность
Академик Николай Курнаков, считал Георгия Петренко «тонким наблюдателем, разбиравшимся в самых сложных явлениях и умевшим решать самые сложные задачи» и очень положительно оценивал его труды.
Химик Борис Красовицкий называл Петренко автором интересных и важных научных работ по исследованию металлических сплавов, но плохим лектором. Читал он лекции путано, переходил с одной темы на другую, из-за чего студентам было трудно записывать его слова. По состоянию на 1933 год, Красовицкий описывал Петренко как седого мужчину чуть выше среднего роста с «профессорской» бородой, который выглядел старше своего возраста.
Георгий Петренко имел «склочный» характер и конфликтовал со многими своими коллегами, в частности с заведующим кафедрой органической химии Константином Красуским. После того как в 1928 году Петренко на заседании харьковского отделения Русского химического общества облил Красуского чаем, последний заявил, что на факультете должен был остаться кто-то один. Вскоре состоялись выборы заведующего кафедрой неорганической химии, на которых одержал победу Петренко, благодаря голосам студентов. Как утверждал Борис Красовицкий, Петренко «заигрывал» перед студентами, показывая себя демократичным преподавателем, выходцем из крестьянской семьи. После этой победы Красуский покинул Харьковский институт народного образования и переехал в Баку. Другим учёным, с которым конфликтовал Петренко, был профессор Леон Андреасов, будущий декан химического факультета. При встрече Петренко публично называл своего врага «Армяшка», на что последний называл его «Кулаком».

## Научные работы
Работы Георгия Петренко прочитанные на заседаниях Харьковского Физико-химического общества:
- О сплавах меди с фосфором Неуп'а в связи с методами исследования (1907)
- Очерк научных заслуг Розебоома (1907)
- Физико-химическое исследования сплавов алюминия с серебром (1909)
- О сплавах серебра с кадмием (в соавторстве с А. С. Фёдоровым; 1910)
- К вопросу о соединениях серебра с кадмием (1911)
- О влиянии поверхностной энергии на строение эвтектики в сплавах алюминия с серебром (1911)
- Новые модификации цинка, алюминия и возможность предсказания их в бинарных системах (1911)
- Электропроводность сплавов серебра с цинком в закалённом и отожжённом состоянии (1913)
- О полиморфизме цинка (1914)
- Механические свойства цинка в связи с его полиморфизмом (1914)
- О твердости сплавов серебра с цинком и алюминия с серебром (1914)
- Графическая экстраполяция точек превращения некоторых элементов (1915)
- О потенциалах сплавов цинка с серебром (в соавторстве с М. В. Яковлевым; 1915)